# W21K
W21K（だぶりゅーにーいちけー）は、京セラによって開発され、KDDIおよび沖縄セルラー電話の各auブランドで販売されたCDMA 1X WINの携帯電話である。

## 特徴
おもに初心者やライトユーザーをターゲットとした音声用端末である。EZナビウォーク、外部メモリには対応しない。当時のCDMA 1X WINモデルでは最も薄い端末であった。メインディスプレイにはシャープ製のCGシリコン液晶が、画面表示用フォントにはNECのFontAvenueが使われている。また、京セラならではの「でか文字」を採用し、画面表示の視認性を高めている。

## 対応サービス・機能
- EZ「着うた」
- EZチャンネル
- ムービーメール(S/M/L)
- EZムービー(S/M/L)
- EZアプリ (BREW)
- ペタメモ
- メディアプレーヤー

## その他
「run for money 逃走中」で過去利用されていた。